# Snotra
Snotra – w mitologii nordyckiej bogini mądrości i sprawiedliwości (w staronordyjskim mądra). Wspomniał o niej Snorri Sturluson w Eddzie Młodszej.

## Potwierdzenie istnienia
Snotra została wspomniana w Eddzie młodszej, w pierwszej części pt. „Gylfaginning”, jako członkini głównego panteonu germańskiego w rdzennej religii. Dodatkowo podano, że mądry mężczyzna lub mądra kobieta może być nazywana snotr, od imienia bogini. Snotra jest wspomniana również w drugiej części pt. „Skáldskaparmál” razem z innymi bóstwami kobiecymi. Poza tymi dwoma wzmiankami jej istnienie nie zostało potwierdzone.